# Oud-Rekem
Oud-Rekem is een dorp in de deelgemeente Rekem (gemeente Lanaken) in de provincie Limburg in België. Het ligt vlak bij de rivier de Maas, die hier de grens met Nederland vormt, en ongeveer 10 km ten noorden van Maastricht. Het dorp heeft een van de meest authentiek bewaarde dorpskernen van België.
Gijsbert I van Brockhorst, landheer van de heerlijkheid Radekeim (ook Radecken genoemd), na zijn huwelijk met de dochter van landheer Arnold van Rekem, stichtte in 1140 het intussen verdwenen Norbertinessenklooster, in de nabijheid van de Ziepbeek.
In 1356 werd de heerlijkheid een baronie en vanaf 1623 het rijksgraafschap Rekem.

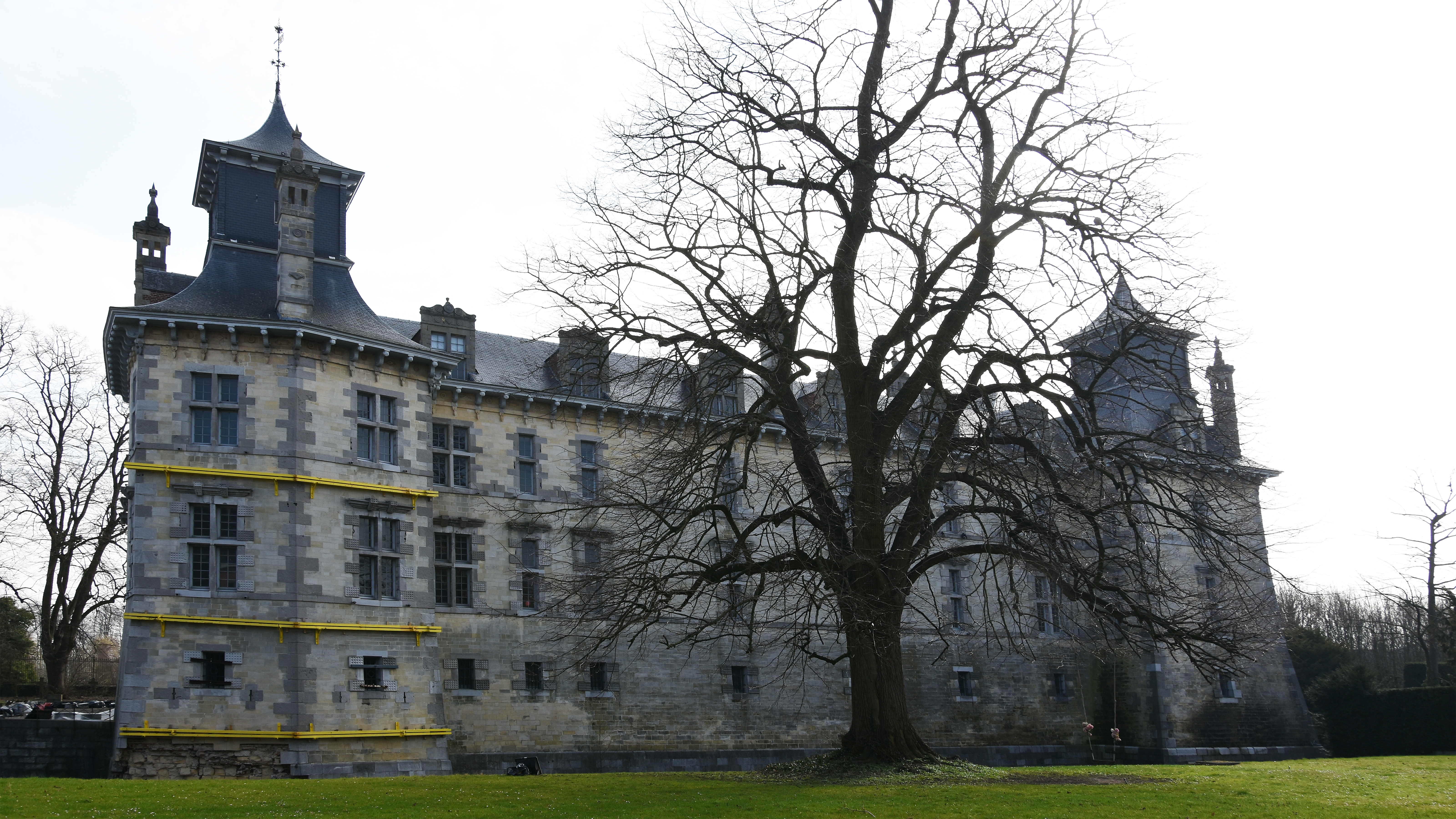
Renaissancegevel van het kasteel

Te Oud-Rekem bevindt zich het kasteel d'Aspremont-Lynden in Maaslandse renaissance, gebouwd in 1595 op de plaats waar voorheen oude burchten stonden. In het kasteel woonden de graven van het rijksgraafschap Rekem, waaronder Ferdinand Gobert d'Aspremont Lynden.
In de Franse tijd (1795 tot 1805) was er een militair hospitaal; tussen 1809 en 1891 was er een bedelaarsgesticht en van 1921 tot 1980 het OPZC in het gebouw gevestigd. Het is nu een beschermd monument. Ook de Ucoverpoort en andere delen van de stadsomwallingen zijn bewaard gebleven.
De kerk van Oud-Rekem, gelegen aan de centrale Groenplaats, was tot 1956 de parochiekerk van Rekem. Het barokke kerkgebouw heeft zijn religieuze functie verloren en functioneert als tentoonstellingsruimte en concertzaal. Het kerkgebouw huisvest ook de infobalie voor toerisme. Aan de westelijke rand van Oud-Rekem bevindt zich de Paterskerk, een kloosterkerk van de minderbroeders, deel van het vroegere minderbroedersklooster. De huidige parochiekerk is de Sint-Pieterskerk. Aan de Groenplaats ligt ook de Museumapotheek dr. Humblé.
Op 29 mei 2008 werd Oud-Rekem door Toerisme Vlaanderen verkozen tot "het mooiste dorp van Vlaanderen".
De Oude Weerd is een privaat natuurreservaat in Oud-Rekem, met wandelpaden.

## Galerij

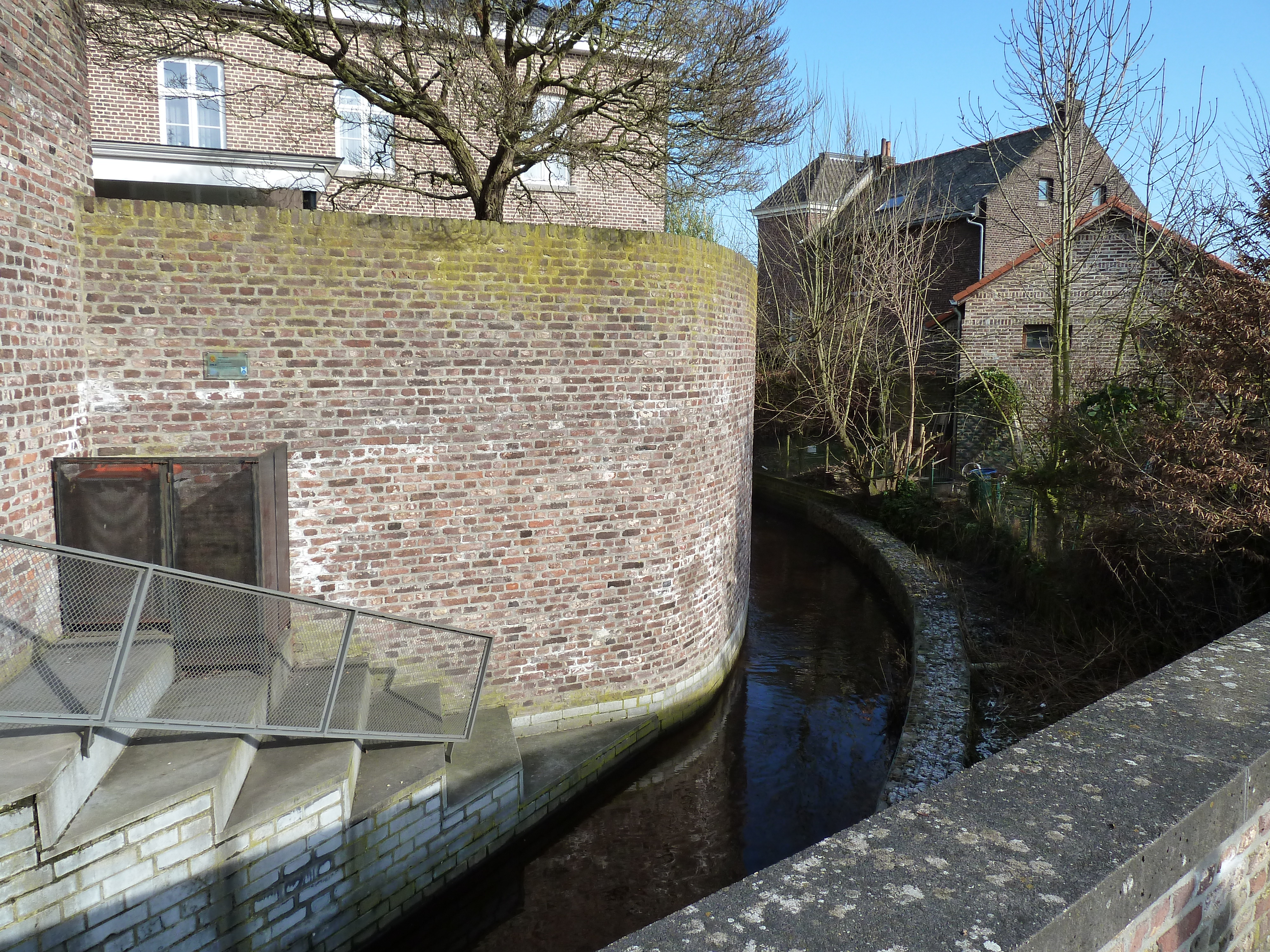
Ziepbeek met stadsmuur bij Uikhoverpoort
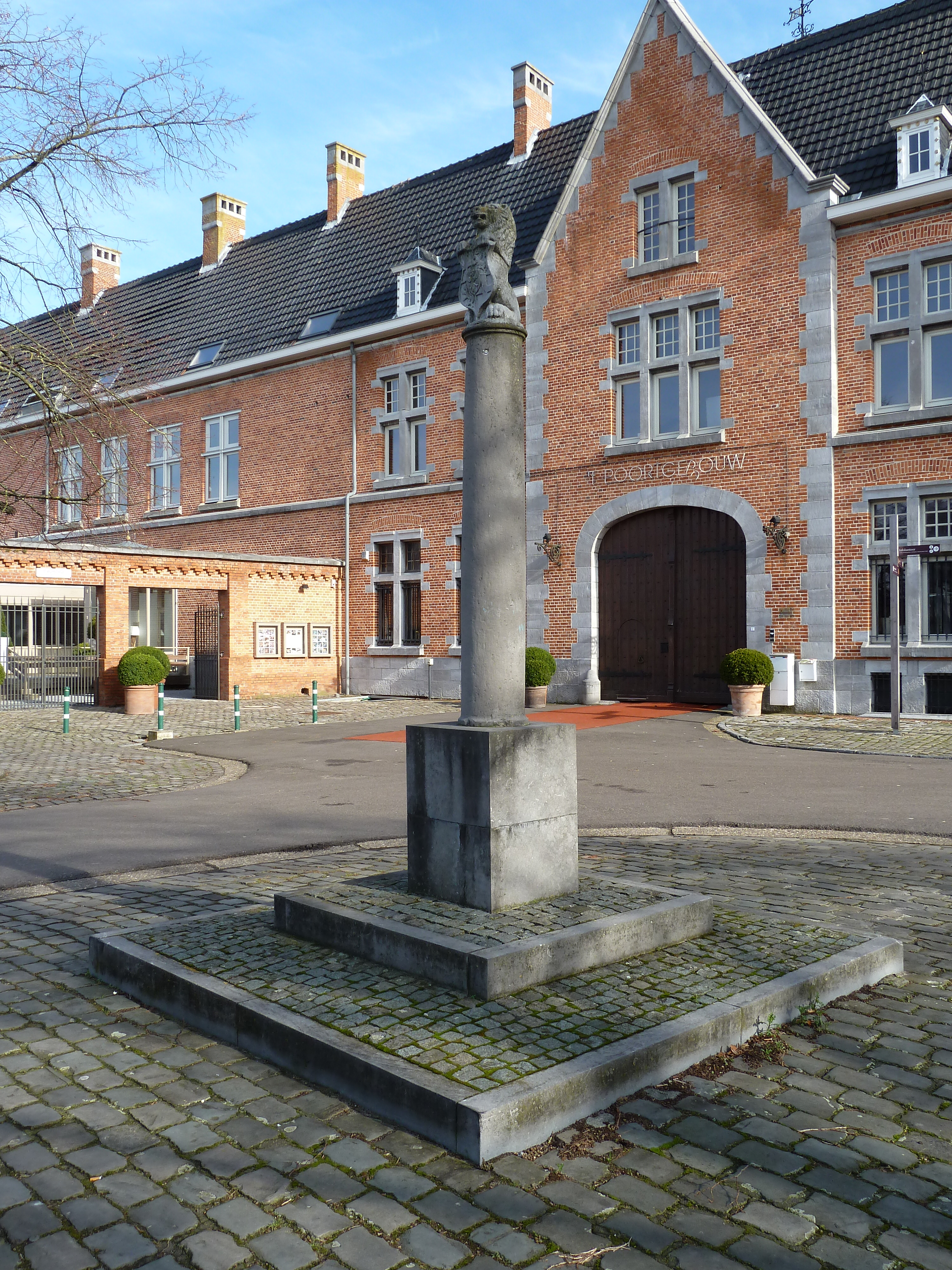
Schandpaal op de Groenplaats, met het poortgebouw op de achtergrond
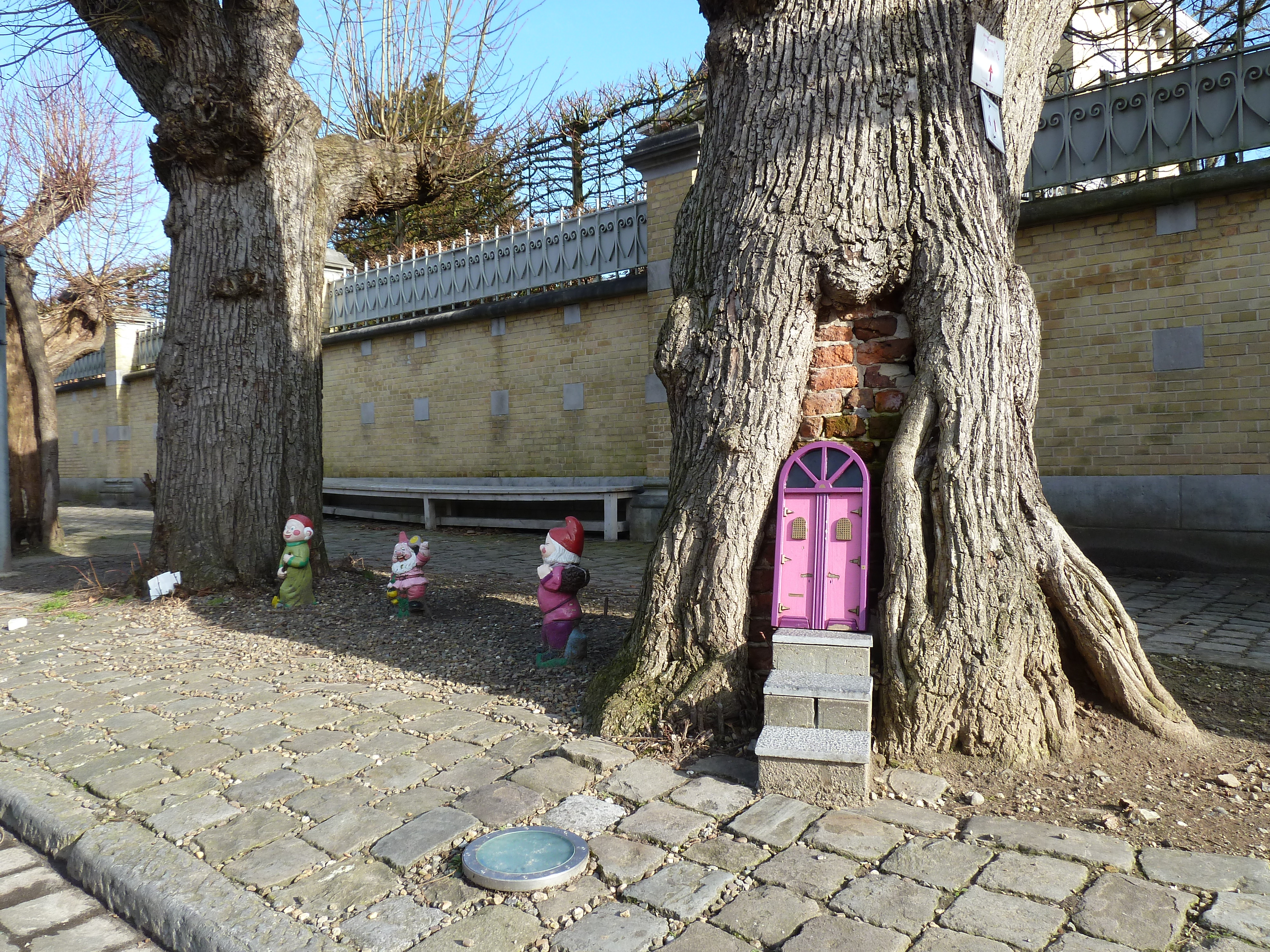
Kabouters met hun huisje op het plein Onder de Linden
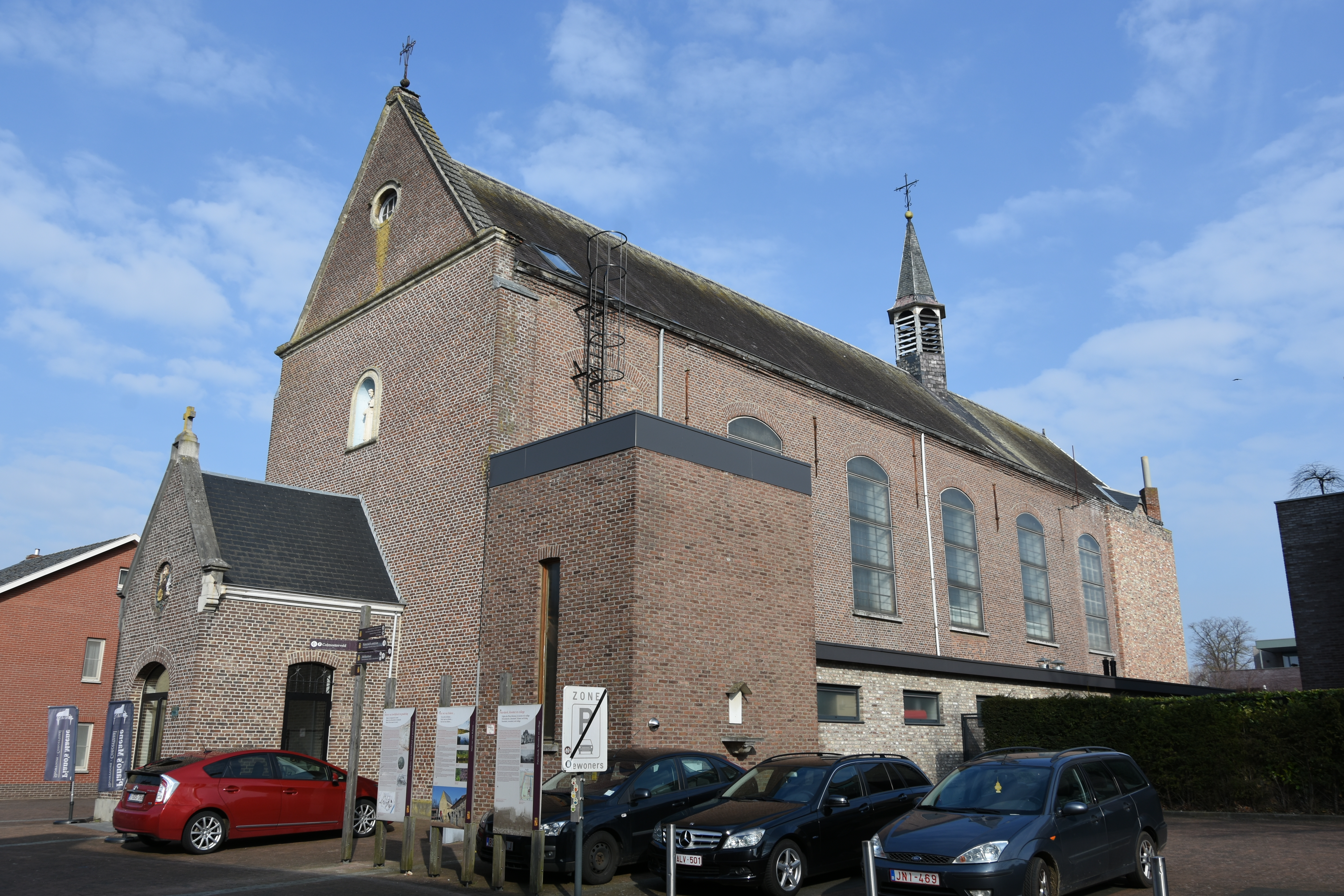
Paterskerk in Rekem
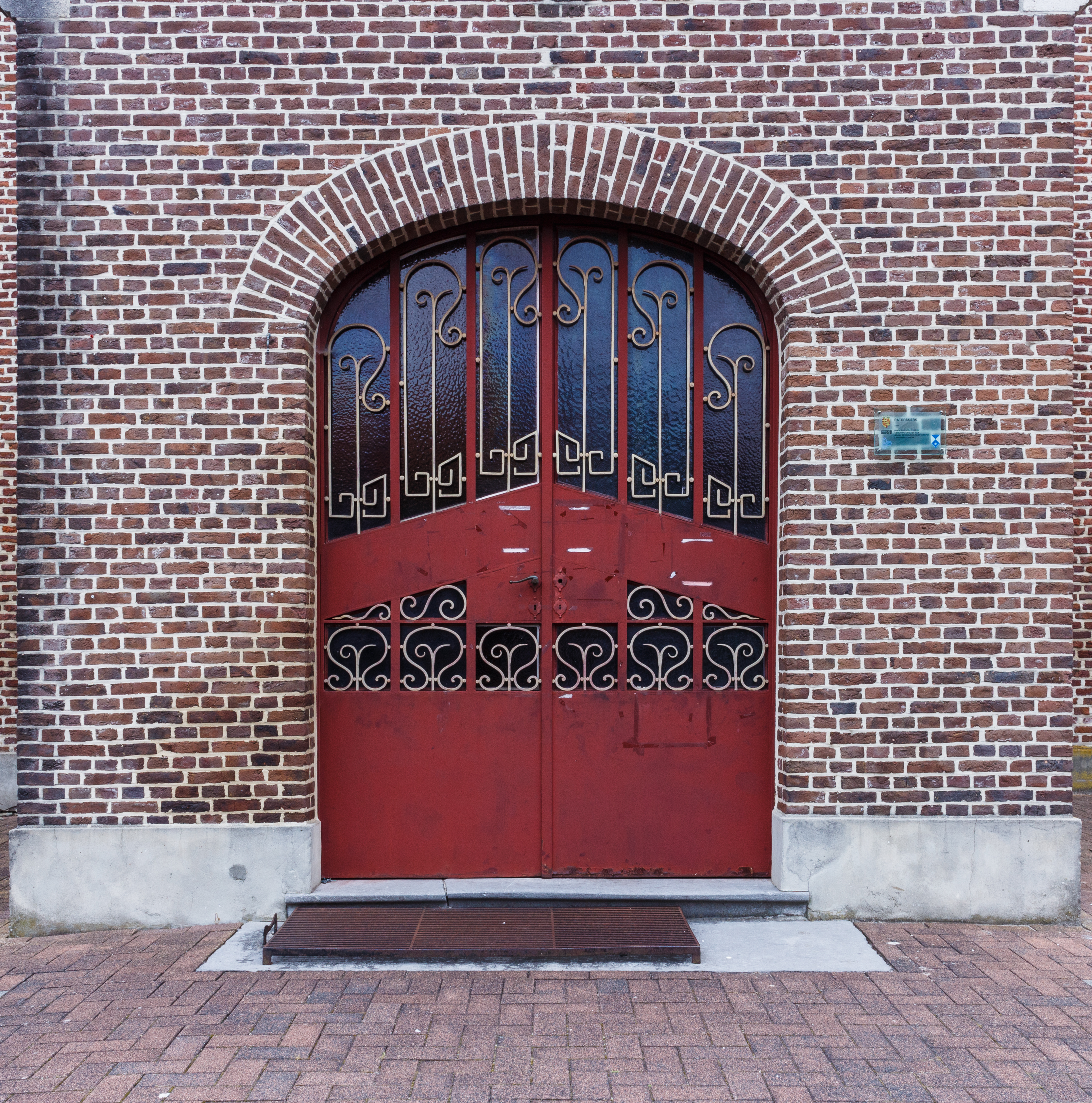
Ingang Paterskerk

Groenplaats · Herenstraat · Engelenstraat · Isabellastraat · Kanaalstraat · Nieuwe Walstraat · Onder de Linden · Oude God · Patersstraat · Schijfstraat · Walstraat